# Obere Reppischstrasse 43/45/47

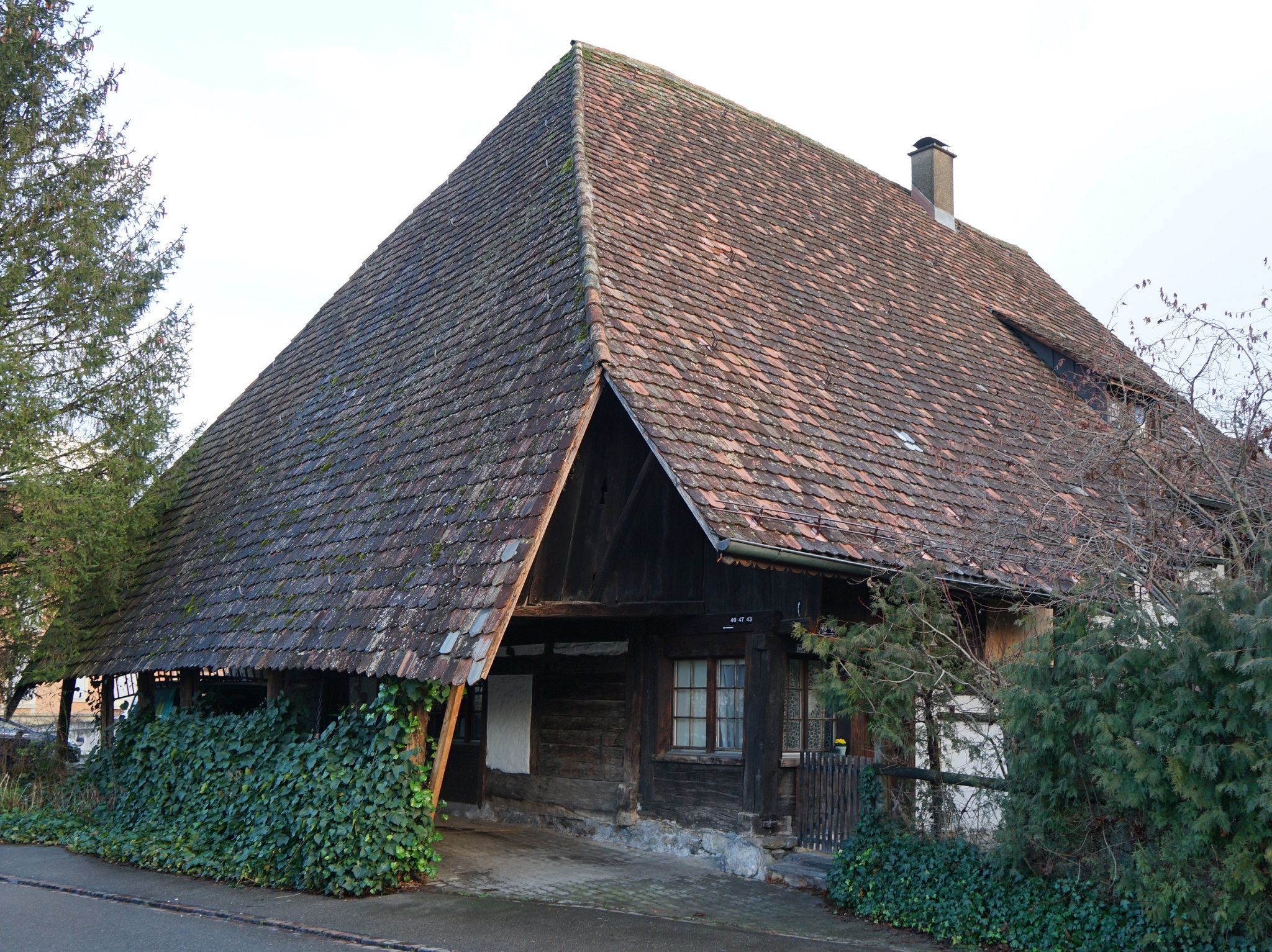
Ansicht von Westen (2023)

Das Vielzweckbauernhaus Obere Reppischstrasse 43/45/47 ist ein ehemaliges Hochstud-Bauernhaus des 16. und 17. Jahrhunderts in Dietikon im Schweizer Kanton Zürich. Als «bedeutender bau- und konstruktionsgeschichtlicher Zeuge für den ländlichen Hausbau» wurde es 2019 in das «Inventar der Denkmalschutzobjekte von überkommunaler Bedeutung» des Kantons aufgenommen.

## Lage
Das Gebäude steht östlich der Reppisch im ehemaligen Oberdorf der Stadt. Jenseits der Strasse führt die «Inselibrücke» über den Fluss. Schmale Gartenstreifen führen im Süden sowie im Westen entlang des Zelgliwegs.

## Beschreibung
Der Bohlenständerbau mit einem Hochstudgerüst wurde wohl im 16. Jahrhundert errichtet. Nach 1700 wurden in der Region keine Hochstudhäuser mehr erstellt. Das Walmdach war ursprünglich strohgedeckt. Das weit heruntergezogene Rafendach trägt heute handgestrichene Biberschwanzziegel. Später erfolgte der Ausbau zu einem Doppelbauernhaus mit zwei Stuben und gemeinsamer Küche. Um 1880 wurde der Wohnteil im Süden verlängert und im Nordosten ein Anbau mit Quergiebel angefügt.
Der Ökonomieteil war ursprünglich dreigeteilt in Tenn, Stall und Schopf. Die steilgieblige Hochstudkonstruktion weist im Nordwesten über dem Ökonomieteil einen Vollwalm auf. Teile der originalen Ständerkonstruktion mit Bohlen- und Kantholzfüllungen sind im ehemaligen Stallteil erhalten. Der Schopfanbau dient heute als Durchgang und Autounterstand, sein Ständergerüst ist noch vorhanden. Der zweigeschossige und dreiraumtiefe Wohnteil im Südosten weist eine Ständerkonstruktion mit verputztem Fachwerk auf.
Renovation des Wohnteils und Ausbau des darüber liegenden Dachgeschosses erfolgten 1972. Im Jahr 1982 wurde der Ökonomieteil zu Wohn- und Gewerbezwecken umgebaut.

## Belege
1. 1 2 3 4 5  Vielzweckbauernhaus. Obere Reppischstrasse 43, 45, 47. Kanton Zürich, Baudirektion, kantonale Denkmalpflege (PDF; 3,44 MB), abgerufen am 21. Januar 2023.
2. ↑  Karl Grunder: Obere Reppischstrasse 45/47, Ass.-Nr. 223. In: Die Kunstdenkmäler des Kantons Zürich. Band 9: Der Bezirk Dietikon. S. 142.

Koordinaten: 47° 24′ 9,7″ N, 8° 23′ 51,4″ O; CH1903: 672388 / 250649